# Папская обувь

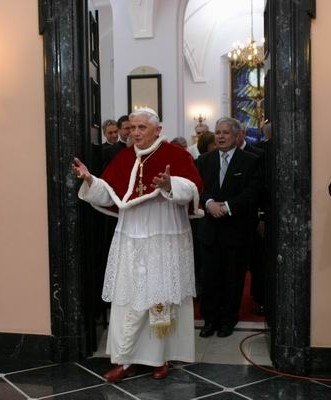
Папа римский Бенедикт XVI в красных кожаных папских ботинках

Папская обувь — красные кожаные наружные ботинки, носимые папой римским. Их не надо путать с домашними папскими туфлями или епископскими сандалиями, которые являются литургической обувью, надлежащей для всех епископов латинского обряда.

## История
Как и многие папские дворяне, папа римский носил туфли (итал. pantofole) внутри своих резиденций и кожаные ботинки за их пределами. Домашние папские туфли были сделаны из красного бархата или шёлка и обильно украшены золотой тесьмой, с золотым крестом посередине.
До 1969 года папа римский, подобно всем епископам и прелатам, носил епископские сандалии в течение Мессы. Цвет епископских сандалий соответствовал различным литургическим цветам Мессы.
Папские наружные ботинки были сделаны из простого красного сафьяна и имели широкий крест из золотой тесьмы. Крест однажды удлинили поперек обуви и до подошвы. В XVIII веке окончания креста были укорочены, как видно на фотографии обуви Пия VII. Этот старомодный тип надеваемой обуви на очень тонкой подошве иногда называют «pantofola liscia» или гладкой моделью комнатной туфли.
После 1958 года папа римский Иоанн XXIII добавил золотые пряжки к наружным папским ботинкам, сделав их подобными красным ботинкам, носимым кардиналами вне Рима. Папа римский Павел VI устранил золотой крест и положил конец традиции целования папских ног. На фотографиях видно, что он носил красные с пряжкой ботинки во время поездки в Иерусалим в 1964 году. В 1969 году он отменил пряжки на всей церковной обуви, которые обычно требовались при папском дворе и для прелатов. Он также прекратил использование домашних бархатных папских туфель и пасхальных моццетты и ботинок. Остаток своего понтификата он носил простые красные кожаные ботинки. Папа римский Иоанн Павел I, который носил этот сан в течение только 33 дней, продолжил носить простые красные кожаные ботинки, которые до того носил Павел VI. В начале своего понтификата папа римский Иоанн Павел II носил красные ботинки, однако вскоре начал обуваться в обычные коричневые ботинки. Павел VI, Иоанн Павел I и Иоанн Павел II были захоронены в красных кожаных папских ботинках.

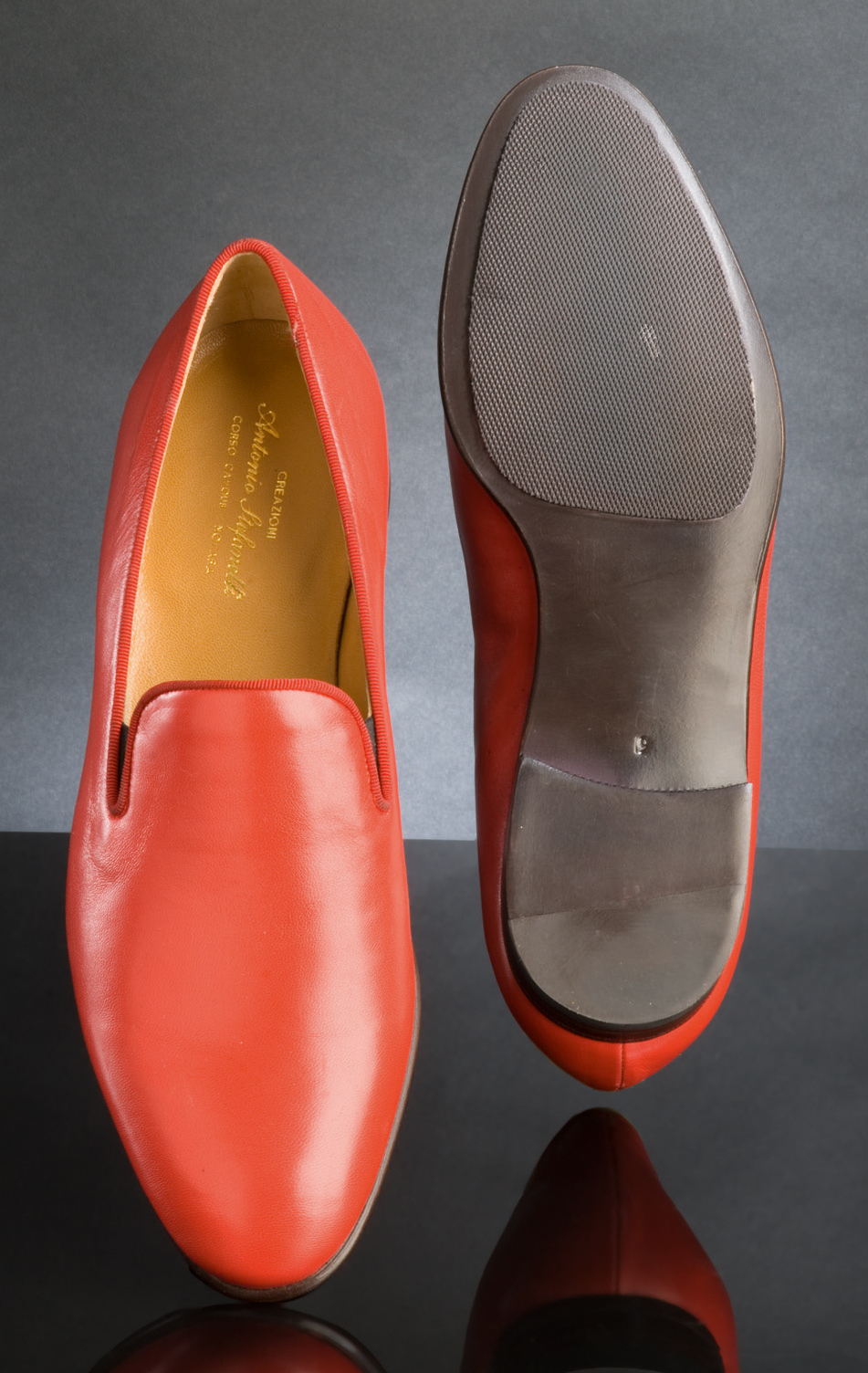
Красная обувь (мокасины), изготовленная папским сапожником Адрианом Стефанелли (Новара), носимая Его Святейшеством Папой Бенедиктом XVI — Коллекция Филиппи

Бенедикт XVI восстановил ношение красных папских туфель, однако его преемник папа Франциск прекратил эту практику и продолжал носить простые чёрные ботинки до самой своей смерти. Преемник Франциска Лев XIV продолжил ношение чёрных ботинок.

## Современное состояние
Папа римский Бенедикт XVI восстановил использование красных папских ботинок, которые предоставляются его личным сапожником в Риме. В 2008 году папа римский Бенедикт XVI также восстановил использование белой, дамасского шёлка, пасхальной моццетты, которую носили с белыми шелковыми туфлями.
Папские ботинки, наряду с камауро, папской моццеттой и плащом (итал. tabarro), являются единственными остатками прежнего папского облачения красного цвета. Папа римский Пий V (1566—1572), который был доминиканцем, изменил папский цвет на белый, и таким он остаётся с тех пор.